# 老龙头遗址
老龙头遗址位于中华人民共和国黑龙江省齐齐哈尔市富拉尔基区杜尔门沁达斡尔族乡前罕伯岱村东的一块台地，系1982年5月中旬在第二次全国文物普查期间发现的一处原始社会遗址。遗址出土了一批造型新颖、独具特色、特征鲜明的青铜器、陶器等。2013年被公布为第七批全国重点文物保护单位。